# Бонди ду Роле
Bonde do Rolê (произнася се близко до Бонди ду Роле) е електронна група от Бразилия.
Смесва типичния за Бразилия байле фънк, известен още като кариока фънк, с рок, денс и експериментална музика. Групата е една от най-първите популяризирали бразилския фънк извън страната си. Bonde do Rolê е създадена през 2005 в град Куритиба, щата Парана.

## История
В средата на 2005 г. продуцентите и диджеи Родригу Горки и Педру Д'ейрот заедно с певица Марина Рибатски създават групата Bonde do Rolê. Групата е открика от американския диджей Дипло, който се свързва с тях чрез MySpace страницата им и им предлага да издадат промо материал. Първоначално триото няма никакви намерения професионално да записва музика, но под натиска на Дипло се съгласяват да подпишат договор с неговия лейбъл Mad Decent. Март 2006 списание Rolling Stone определя Bonde do Rolê като една от десетте групи през 2006, които си заслужават да бъдат гледани на живо. Месец по-късно The New York Times публикуват статия, в която се изказват ласкаво за музиката на триото. Първите концертни изяви на Bonde do Rolê извън Бразилия са като подгряваща група на бразилската електро-рок формация Cansei de Ser Sexy.
В края на 2006 г. групата подписва договор за издаване и с британския лейбъл Domino Records. Това позволява музиката им да бъде по-лесно лицензирана и използвана в множество реклами и телевизионни програми. Песента „Solta o Frango“ е използвана в рекламна кампания на „Нокиа“ и е част от официалния саундтрак на компютърната игра FIFA 08 на EA Games.
Дебютният албум „With Lasers“ е издаден на 5 юни 2007, а мнозинството от песни в него са записани на бразилски португалски. След излизането на албума групата тръгва на турне, включващо изяви в Южна и Северна Америка, Европа и Австралия. По време на турнете част от обявените дати са отменени, а в медиите се появяват съмнения, че групата изпитва вътрешни сътресения. На 12 декември 2007 Горки и Д'ейрот официално обявяват, че вокалистката Марина Рибатски повече не е част от Bonde do Rolê.
Февруари 2008 двамата продуценти стартират собствено реалити шоу по MTV Brazil в търсене на нова вокалистка. Избрани да се присъединят към групата са Лаура Тейлър и Ана Бернардину. С добавянето на новите вокалистки Bonde do Rolê тръгват повторно на световно турне, за да компенсира всички отменени дати. Същата година групата получава две номинации на наградите на MTV Brazil – за Най-добра песен („Solta o Frango“) и Най-добър албум („With Lasers“).

## Дискография

### Албуми
- 2007 „With Lasers“ (Domino Records)

### Сингли
- 2006 „Melô do Tabaco“ (Mad Decent)
- 2007 „Marina Gasolina“ (Domino Records)
- 2007 „Solta o Frango“/„James Bonde“ (Slag Records/Mad Decent)
- 2007 „Office Boy“ (Domino Records)
- 2008 „Gasolina“